# Burgaronne
Burgaronne település Franciaországban, Pyrénées-Atlantiques megyében. Lakosainak száma 98 fő (2022. január 1.). Burgaronne Andrein, Orion, Salies-de-Béarn és Sauveterre-de-Béarn községekkel határos.

## Népesség
A település népességének változása:
| Lakosok száma | 101  | 98   | 102  | 99   | 99   | 99   | 99   | 99   | 98   |
|               | 2013 | 2015 | 2016 | 2017 | 2018 | 2019 | 2020 | 2021 | 2022 |